# Воллеринг, Деми
Адриана Гертрёйда (Деми) Воллеринг (нидерл. Adriana Geertruida "Demi" Vollering, род. 15 ноября 1996, Пейнаккер, Южная Голландия) — голландская профессиональная велогонщица, выступающая за женскую команду UCI WorldTeam, FDJ Suez Futuroscope. В 2019 году она выиграла Вольта Лимбург Классик и Джиро дель Эмилия. В 2021 году она одержала свою первую победу в классической монументальной гонке Льеж — Бастонь — Льеж.

## Достижения
2018
9-е место в общем зачёте Tour of Uppsala
2019
1-е место в Джиро дель Эмилия
1-е место в Вольта Лимбург Классик
2-е место в общем зачёте Гран-при Эльзи Якобс
1-е место в Прологе
3-е место в Льеж — Бастонь — Льеж
5-е место в Флеш Валонь Фемм
5-е место в общем зачёте The Women's Tour
5-е место в Гран-при Плуэ — Бретань
7-е место в Амстел Голд Рейс
2020
3-е место в общем зачёте Setmana Ciclista Valenciana
3-е место в La Course by Le Tour de France
3-е место в Флеш Валонь Фемм
7-е место в Гент — Вевельгем
7-е место в Тур Фландрии
10-е место в групповой гонке, Чемпионат Нидерландов по шоссейному велоспорту
2021
1-е место в La Course by Le Tour de France
1-е место в Льеж — Бастонь — Льеж
1-е место в общем зачёте  The Women's Tour
этапе 3 (ITT)
2-е место в Амстел Голд Рейс
2-е место в Брабантсе Пейл
2-е место в Emakumeen Nafarroako Klasikoa
3-е место в  Смешанной эстафете, Чемпионат Европы по шоссейному велоспорту
3-е место в общем зачёте Vuelta a Burgos Feminas
5-е место в Тур Фландрии
5-е место в групповой гонке, Чемпионат Европы по шоссейному велоспорту
6-е место в Страде Бьянке
6-е место в индивидуальной гонке, Чемпионат Нидерландов по шоссейному велоспорту
7-е место в групповой гонке, Чемпионат мира по шоссейным велогонкам
10-е место в Флеш Валонь Фемм
2022
1-е место в  общем зачёте Itzulia Women
1-е место в  классификации по очкам
1-е место в этапах 1, 2 и 3
1-е место в Брабантсе Пейл
Тур де Франс
2-е место в общем зачёте
1-е место в  горной классификации
2-е место в Омлоп Хет Ниувсблад
2-е место в Амстел Голд Рейс
3-е место в общем зачёте Vuelta a Burgos Feminas
1-е место в  горной классификации
1-е место в этапе 4
3-е место в Флеш Валонь Фемм
3-е место в Льеж — Бастонь — Льеж
4-е место в общем зачёте Гран-при Эльзи Якобс

### Статистика результатов в общем зачёте

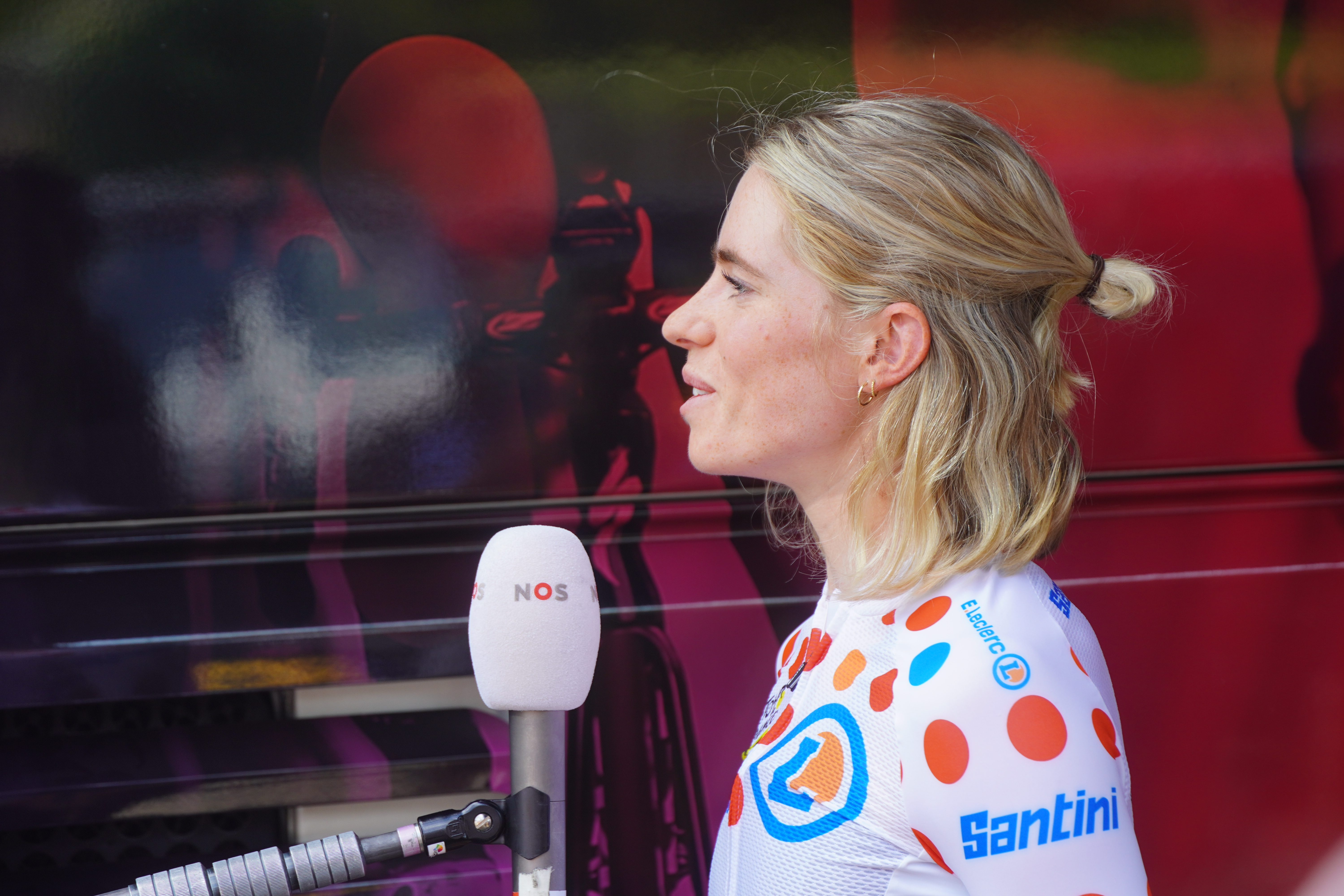
Воллеринг на старте 8-го и последнего этапа «Тур де Франс» среди женщин, 2022 год.

| Статистика выступлений в Гранд-туре   |                       |                       |                       |      |      |
| Гонка                                 | 2019                  | 2020                  | 2021                  | 2022 | 2023 |
| Ла Вуэльта Фамм                       | —                     | —                     | —                     | 2    | 2    |
| Джиро Роза                            | 13                    | —                     | 3                     | —    |      |
| Тур де Франс Фамм                     | гонка не существовала | гонка не существовала | гонка не существовала | 2    | 1    |
| Статистика выступлений в многодневках |                       |                       |                       |      |      |
| Многодневка                           | 2019                  | 2020                  | 2021                  | 2022 | 2023 |
| Гран-при Эльзи Якобс                  | 2                     | NH                    | —                     | 4    | —    |
| The Women's Tour                      | 5                     | NH                    | 1                     | —    | —    |

### Статистика выступлений в классике
| Статистика выступлений в монументальных гонках |      |      |      |      |
| Монументальная гонка                           | 2019 | 2020 | 2021 | 2022 |
| Тур Фландрии                                   | —    | 7    | 5    | 17   |
| Париж — Рубе Фемм                              | DNE  | NH   | —    | —    |
| Льеж — Бастонь — Льеж                          | 3    | 11   | 1    | 3    |
| Статистика выступлений в классике              |      |      |      |      |
| Классическая гонка                             | 2019 | 2020 | 2021 | 2022 |
| Омлоп Хет Ниувсблад (женский)                  | —    | —    | 13   | 2    |
| Страде Бьянке                                  | —    | 20   | 6    | 12   |
| Тур Дренте                                     | —    | NH   | —    | —    |
| Гент — Вевельгем                               | 35   | —    | —    | —    |
| Трофей Альфредо Бинды — комунны Читтильо       | 17   | NH   | —    | —    |
| Амстел Голд Рейс                               | 7    | NH   | 2    | 2    |
| Флеш Валонь Фемм                               | 5    | 3    | 10   | 3    |

### Статистика основных чемпионатов
| Соревнование          | Соревнование         | 2017           | 2018           | 2019           | 2020           | 2021 | 2022           |
| --------------------- | -------------------- | -------------- | -------------- | -------------- | -------------- | ---- | -------------- |
| Олимпийские игры      | Групповая гонка      | Не проводилась | Не проводилась | Не проводилась | Не проводилась | 25   | Не проводилась |
| Чемпионат мира        | Групповая гонка      | —              | —              | 56             | 35             | 7    |                |
| Чемпионат Европы      | Смешанная эстафета   | DNE            | DNE            | —              | —              | 3    |                |
| Чемпионат Европы      | Групповая гонка      | —              | —              | 33             | 10             | 5    |                |
| Чемпионат Нидерландов | Индивидуальная гонка | —              | 21             | 22             | NH             | 6    | —              |
| Чемпионат Нидерландов | Групповая гонка      | 49             | 22             | 53             | 10             | 9    | 20             |

| —   | Не участвовала  |
| DNF | Не финишировала |
| NH  | Не проводилась  |
| DNE | Не существовала |